# Panzerregiment 101
Het Panzerregiment 101 was een Duits tankregiment van de Wehrmacht tijdens de Tweede Wereldoorlog.

## Krijgsgeschiedenis
Panzerregiment 101 werd opgericht op 26 januari 1945 bij Cottbus in Wehrkreis III. De I. Abteilung werd op 16 februari 1945 opgericht uit de III. Panther-Panzer-Abteilung van de Führer-Grenadier-Brigade. De II. Abteilung werd door het I. Füsilierbataljon van Pantsergrenadierregiment 99 opgesteld.
Het regiment maakte bij oprichting deel uit van de Führer-Grenadierdivisie en bleef dat gedurende zijn hele bestaan.
Het regiment werd op 2 maart 1945 nog omgedoopt in Führer-Panzerregiment 2.
Het regiment capituleerde (met de rest van de divisie) bij Linz aan Amerikaanse troepen op 8 mei 1945.

## Samenstelling bij oprichting
- I. Abteilung (Pz.) met 5 compagnieën (1-5)
- II. Abteilung (Füs.) met 4 compagnieën (1-4)

## Opmerkingen over schrijfwijze
- Abteilung is in dit geval in het Nederlands een tankbataljon.
- II./Pz.Rgt. 101 = het 2e Tankbataljon van Panzerregiment 101

## Commandanten
| Rang                                      | Naam               | Begin                      | Eind                         |
| ----------------------------------------- | ------------------ | -------------------------- | ---------------------------- |
| Oberstleutnant                            | Herbert-Ernst Vahl | 22 april 1940 - 4 mei 1940 | 26 juli 1941 - December 1941 |
| Major Oberstleutnant (vanaf 1 maart 1945) | Georg Schnappauf   | 1945                       |                              |

Panzerregiment 1 · Panzerregiment 2 · Panzerregiment 3 · Panzerregiment 4 · Panzerregiment 5 · Panzerregiment 6 · Panzerregiment 7 · Panzerregiment 8 · Panzerregiment 9 · Panzerregiment 10 · Panzerregiment 11 · Panzerregiment 15 · Panzerregiment 16 · Panzerregiment 17 · Panzerregiment 18 · Panzerregiment 21 · Panzerregiment 22 · Panzerregiment 23 · Panzerregiment 24 · Panzerregiment 25 · Panzerregiment 26 · Panzerregiment 27 · Panzerregiment 28 · Panzerregiment 29 · Panzerregiment 31 · Panzerregiment 33  · Panzerregiment 35 · Panzerregiment 36 · Panzerregiment 39 · Panzerregiment 69 · Panzerregiment 80 · Panzerregiment 100 · Panzerregiment 101 · Panzerregiment 102 · Panzerregiment 116 · Panzerregiment 118 · Panzer-Lehr-Regiment 130 · Panzerregiment 201 · Panzerregiment 202 · Panzerregiment 203 · Panzerregiment 204 · Schweres Panzer-Regiment Bäke · Panzerregiment Brandenburg · Panzerregiment Coburg · Panzerregiment Feldherrnhalle · Panzerregiment Feldherrnhalle 2 · Panzerregiment Hermann Göring · Panzerregiment Großdeutschland · Panzerregiment Kurmark · Panzerregiment von Lauchert · Panzerregiment Major Rettemeier · Fallschirm-Panzerregiment 1 · Fallschirm-Panzerregiment 21 · SS-Panzerregiment 1 LSSAH · SS-Panzerregiment 2 · SS-Panzerregiment 3 · SS-Panzerregiment 5 · SS-Panzerregiment 9 · SS-Panzerregiment 10 · SS-Panzerregiment 11 · SS-Panzerregiment 12